# Hôtel de Senneville
L'hôtel de Senneville est un hôtel particulier situé à Rouen, en France.

## Localisation
L'hôtel de Senneville est situé dans le département français de la Seine-Maritime, sur la commune de Rouen, au 28, 30, 32 rue Damiette.

## Historique
Edward Hyde y mourut en 1674.

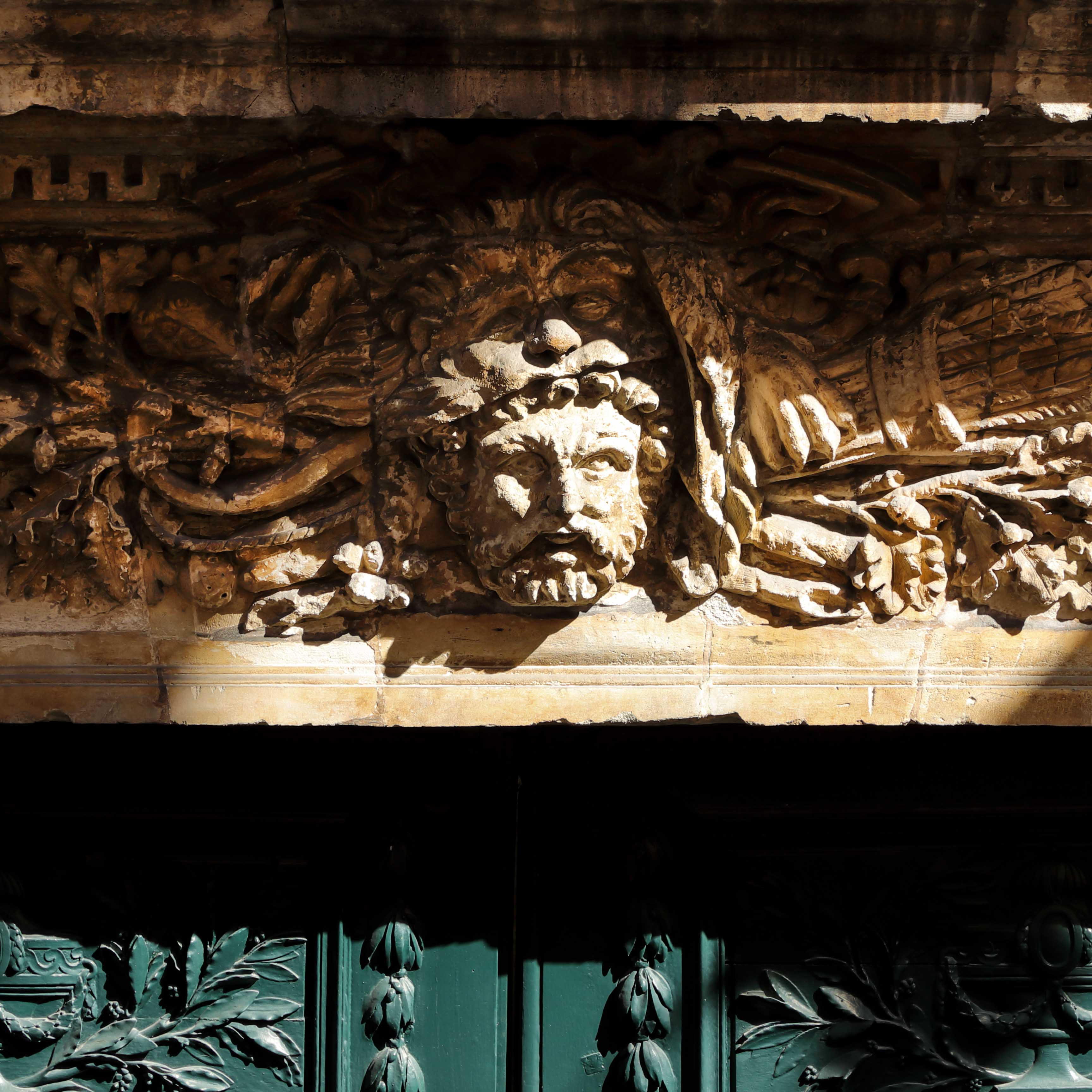
Tête d'Héraclès coiffée de la peau du lion de Némée

Les façades et les toitures sont inscrites au titre des monuments historiques en 1958.